# Miss Universe 2011
Miss Universe 2011 – 60. wybory Miss Universe. Gala finałowa odbyła się 12 września 2011 w Citibank Hall w São Paulo, Brazylia. Miss Universe została reprezentantka Angoli Leila Lopes.

## Rezultaty
| Tytuł              | Laureatka |
| ------------------ | --- |
| Miss Universe 2011 | Angola – Leila Lopes |
| I Wicemiss         | Ukraina – Ołesia Stefanko |
| II Wicemiss        | Brazylia – Priscila Machado |
| III Wicemiss       | Filipiny – Shamcey Supsup |
| IV Wicemiss        | Chiny – Luo Zilin |
| Top 10             | Australia – Scherri-Lee Biggs · Francja – Laury Thilleman · Kostaryka – Johanna Solano · Panama – Sheldry Sáez · Portugalia – Laura Gonçalves                                         |
| Top 16             | Kolumbia – Catalina Robayo · Kosowo – Afërdita Dreshaj · Holandia – Kelly Weekers · Portoryko – Viviana Ortiz · Stany Zjednoczone – Alyssa Campanella · Wenezuela – Vanessa Gonçalves |

## Nagrody specjalne
| Tytuł                      | Laureatka                    |
| -------------------------- | ---------------------------- |
| Miss Koleżeńskości         | Czarnogóra – Nikolina Lončar |
| Miss Fotogeniczności       | Szwecja – Ronnia Fornstedt   |
| Najlepszy kostium narodowy | Panama – Sheldry Sáez        |